# Floryn (wyznawca)
Floryn, wyznawca (zm. 856) – żyjący w VI lub VII wieku święty Kościoła katolickiego, jeden z pierwszych świętych diecezji Chur w dzisiejszej Szwajcarii.
Według tradycji Floryn był synem Żydówki i anglosaskiego chrześcijanina, którzy na powrocie z pielgrzymki do Rzymu osiedlili się w dolinie Vinschgau. Nauki Floryn pobierał u ks. Aleksandra w miejscowym kościele św. Piotra. Tam też został jego następcą. Legenda mówi o wielu cudach, które miały tu miejsce.
Podobnie rzecz miała się w Remüs (do 1934; dzis. Ramosch), gdzie Floryn był proboszczem i gdzie znajduje się jego grób. Już w 719 kościół ten, gdy proboszczem był św. Otmar (zm. 759), nosił imię świętego Floryna. Poświęcony został w 930 i stał się siedzibą Hartberta, późniejszego biskupa diecezji Chur.
Około 950 relikwie świętego, za sprawą księcia Hermanna I von Schwaben, trafiły do Koblencji, Heidelbergu, gdzie książę założył klasztor św. Floryna (niem. Kloster Schönau bei Heidelberg) i dalej do Ratyzbony (niem. Regensburg) i Churwaldenu w Gryzonii. Relikwie świętego znajdują się również w katedrze w Vaduz (Liechtenstein).
W kościele parafialnym w Ramosch rok 2006 ogłoszony został rokiem pamięci św. Floryna.
Jego wspomnienie liturgiczne obchodzone jest 17 listopada.
Jest patronem Dolnej Endagyny i Vinschgau. W latach 1288–1962 patronował diecezji Chur.